# Colbie Caillat
Pour les articles homonymes, voir Colby (homonymie) et Caillat.
 (juin 2010).
Si vous disposez d'ouvrages ou d'articles de référence ou si vous connaissez des sites web de qualité traitant du thème abordé ici, merci de compléter l'article en donnant les références utiles à sa vérifiabilité et en les liant à la section « Notes et références ».
Colbie Caillat (prononcé /ˈkoʊlbi kəˈleɪ/ en anglais), est une chanteuse, auteure-compositrice-interprète et guitariste américaine née le 28 mai 1985 à Malibu aux États-Unis. 

## Biographie

### Enfance et adolescence
Colbie Marie Caillat est née le 28 mai 1985 à Malibu, en Californie.
Elle commence à chanter à l'âge de 11 ans, après avoir entendu pour la première fois la version de 1996 du titre Killing Me Softly de Lauryn Hill (groupe Fugees), popularisée par Roberta Flack en 1973. Son site précise également que bien qu'ayant commencé le piano très jeune, elle ne se met à la guitare qu'à 19 ans.

## Carrière

### 2007-2008: révélation sur Internet & premier albumCoco

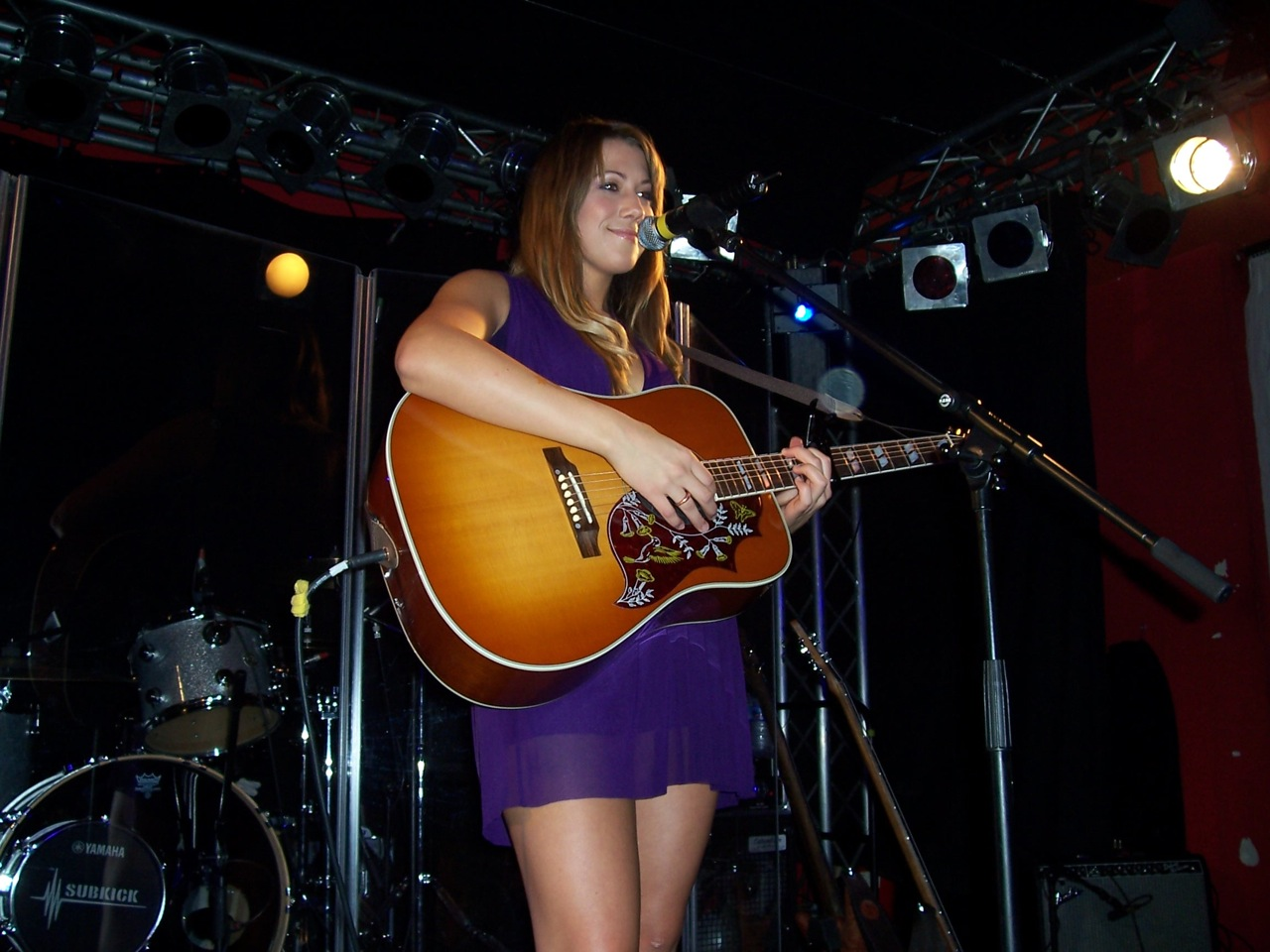
Colbie Caillat à Berlin en 2007.

Colbie Caillat se fait connaitre par sa page personnelle sur le site MySpace qui lui permet de devenir la numéro 1 du classement des artistes non-signés dans son genre musical pendant quatre mois. Sa popularité sur ce réseau social est surtout due à son titre Bubbly qui est écouté plus de 31 millions de fois sur sa page. La semaine du 17 au 24 juillet 2007, Bubbly est présenté comme le « single de la semaine » sur le site de vente de musique en ligne iTunes Store. Conséquence : plus de 3 000 000 exemplaires téléchargés et un no 5 au Billboard Hot 100 ! 
Cette promotion coïncide avec la sortie de Coco, son premier album solo. Ce premier album connaît un très grand succès aux États-Unis, où il est certifié double disque de platine avec 1 900 000 exemplaires vendus, mais aussi dans le Monde entier, puisqu'il est sacré disque d'or en Australie, en France et en Suisse. Bubbly devient un tube mondial à l'été 2008, et son successeur Realize connaît également un bon succès, puisqu'il est certifié disque de platine aux États-Unis. Une grande tournée accompagne ce succès, qui mène Colbie aux quatre coins du monde, jusqu'au Japon où elle est très appréciée. Au total, l'album s'écoule dans le monde à près de 3 000 000 exemplaires.

### 2009-2010: retour en force avec un deuxième albumBreakthrough
Après le succès incontestable de son premier album, Colbie Caillat ne chôme pas et lance un nouveau single dès juillet 2009 : Fallin' for you. Ce dernier entre directement no 9 du Hot Digital Songs et no 12 du Hot 100 aux États-Unis, et s'écoule là-bas à plus de 1 300 000 exemplaires. Dans le reste du monde, le succès est honorable (no 13 en Autriche, no 16 en Allemagne, no 28 au Canada...), et permet à l'album porteur de ce single, Breakthrough (en), qui sort fin août, de faire une bonne première semaine, no 1 aux États-Unis et no 3 dans le Monde. Après cela, Colbie se concentre sur sa tournée aux États-Unis (près de 90 dates), et le manque de promotion dans les autres pays se ressent dans les ventes quelque peu décevantes. 
Début 2010, un nouveau single, I never told you sort aux États-Unis. Cette ballade fait doucement son bout de chemin, et atteint en juin 2010 le no 48 au Hot 100, avec 400 000 téléchargements. 
L'album, lui est très apprécié par la critique, et il est nommé aux Grammy Awards dans la catégorie Meilleur album pop de l'année. Le public en achète près de 500 000 exemplaires, ce qui lui vaut un disque d'or. Au total dans le monde, c'est plus de 600 000 copies qui sont écoulées. 
Un troisième single est prévu pour l'été. Alors que Colbie et les fans se tournaient vers la très tubesque ballade Fearless, sa maison de disques décide d'exploiter Begin Again, chanson up-tempo aux sonorités estivales.

### 2010-2011: albumAll Of You
Alors que la promotion de l'album Breakthrough (en) n'est pas encore achevée et que Colbie Caillat est en pleine tournée estivale, elle annonce officiellement qu'elle est en train d'écrire et de composer de nouvelles chansons, qui doivent figurer sur son troisième album, annoncé en premier lieu pour décembre 2010. Le premier single I Do est le premier extrait de ce nouvel album, au départ prévu pour le 3 mai 2011.
L'album All of You (en) sort partout dans le monde 12 juillet 2011.
- I Do - Colbie a dit que cette chanson n'était pas à propos du mariage mais simplement sur le fait de dire "Oui je veux" avoir un petit ami.
- Dream Life - Colbie a dit que ses amis parlent toujours de cette vie rêvée qu'ils aimeraient avoir alors qu'ils passent leurs journées à la piscine à boire des cocktails.
- Shadow - Colbie explique que cette chanson était à propos et destiné à une de ses amies qui a été avec le même garçon pendant un an alors que celui-ci refusait de l'appeler sa petite amie. Cette chanson est ce que sa copine aurait dû dire à ce garçon.
- Before I Let You Go - Colbie a dit qu'elle avait écrit cette chanson quand elle était en colère contre quelqu'un et la chanson parle du fait qu'il devrait changer avant qu'il ne se retrouve hors de sa vie.
- Make It Rain - Colbie a dit qu'elle avait écrit cette chanson durant l'été 2009 et qu'elle parle du fait qu'il faut faire ce que l'on veut sans de préoccuper de ce que les autres peuvent penser.
- What If - Initialement jouée dans le film Lettres à Juliette, Colbie a décrit cette chanson comme étant à propos d'une journée passée à rêver d'être amoureuse.
- What Means the Most
- Happier
- All of You
- Like Yesterday
- Brighter Than the Sun
- Favorite Song (featuring Common)
- Stereo
- Think Good Thoughts

### Collaborations
En 2008, Colbie Caillat interprète avec Jason Mraz le titre Lucky sur l'album We Sing. We Dance. We Steal Things. La même année, Colbie Caillat et Christopher von Deylen (Schiller) sortent le titre You. Elle chante également en duo le titre Breathe avec Taylor Swift. Cette chanson apparait sur l'album Fearless de cette dernière. Elle interprète également le titre Hoy me voy avec le chanteur colombien Juanes. Ce titre apparaît dans l'album Coco Summer Sessions de 2008. En 2012 elle collabore à la chanson Please, Please Stay du groupe Québécois Lucky Uke[source secondaire souhaitée].
En 2013, Colbie Caillat participe à la bande originale du film Un havre de paix avec le titre We both know, accompagnée de Gavin Degraw.
En 2014, elle participe également à la bande originale du film The best of me avec le titre In love again , titre également sur son album de 2016 The Malibu sessions.
En 2018, Colbie Caillat fait partie du groupe country pop Gone West avec son fiancé Justin Young, Jason Reeves et Nelly Joy. Le groupe fait ses débuts au Grand Ole Opry le 26 octobre 2018. Gone West a signé avec le label Grayscale Entertainment. Le groupe a annoncé sa séparation sur instagram le 12 août 2020.

### Apparitions
- En 2008, elle est, avec Pat Benatar et Lisa Lisa, tête d'affiche du festival lesbien californien, le Dinah Shore Weekend[source secondaire souhaitée].

## Discographie

### Singles
- 2007 - Bubbly
- 2008 - Realize
- 2009 - The Little Things
- 2009 - Lucky avec Jason Mraz
- 2009 - Fallin' For You
- 2010 - I Never Told You
- 2010 - Begin Again
- 2011 - I Do
- 2011 - Brighter Than The Sun
- 2012 - Favorite Song (featuring Common)
- 2013 - Hold On
- 2013 - When The Darkness Comes
- 2014 - Try (en)
- 2023 - Worth it